# .cc
cc. هو امتداد خاص بالعناوين الإلكترونية نطاق إنترنت للمواقع التي تنتمي لجزر كوكس وهي مقاطعة تحت الوصاية الأسترالية. ويشوع استخدامه لمواقع الكنائس والوثائق الحرّة وغيرها بسبب تناسب اختصار «CC» مع تلك المجالات: مثلاً «Church» أو «Creative Commons».